# مات لامب
مات لامب (بالإنجليزية: Matt Lamb)‏ هو رسام وفنان أمريكي، ولد في 7 أبريل 1932 في شيكاغو في الولايات المتحدة، وتوفي بنفس المكان في 18 فبراير 2012 بسبب تليف رئوي.